# كامبايلوس-سايرا
بلدية كامبايلوس-سايرا (بالإسبانية: Campillos-Sierra)‏، هي إحدى بلديات مقاطعة قونكة إحدى مقاطعات إسبانيا، و التي تقع في منطقة قشتالة لا منتشا وسط البلاد, و المائلة لجهة الشرق من إسبانيا.
يبلغ عدد سكانها 71 نسمة وفقاً لإحصائية سنة (2007).